# Les Arts Sauts
Les Arts Sauts est une troupe française de cirque aérien. 

## Histoire
La compagnie est fondée en 1993 par Stéphane Ricordel, Laurence de Magalhaes, Frank Michel et 3 anciens élèves du Centre national des arts du cirque, Germain Guillemot, Fabrice Champion, Côme Doerflinger.
Elle comportait une vingtaine de trapézistes, et a donné des représentations de 1994 à 2006. Elle a été dissoute en 2007,.

## Les spectacles
- Les Arts Sauts (1994)
- Kayassine (1998[4]) : le spectacle est joué dans une bulle gonflable de vingt mètres de diamètre.
- Ola Kala (2003) : le titre signifie Tout va bien en grec. Dans ce spectacle, les musiciens sont perchés sur une scène en hauteur et accompagnent le ballet des trapézistes[5]. Le spectacle a donné lieu à un documentaire de Dominique Thiel. Ce film Ola Kala, un spectacle des arts sauts a reçu le prix de la meilleure captation de spectacles vivants au HD Film Festival 2008[6].

## Après les Arts Sauts
En juillet 2009, Laurence de Magalhaes et Stéphane Ricordel prennent  la direction du Théâtre Silvia-Monfort à Paris. Ils le renomment Le Monfort et y programment des spectacles pluridisciplinaire (théâtre, musique, danse, cirque contemporain,).   
Plusieurs membres des Arts Sauts ont constitué l'association VOST (Version originale sous-titrée) en 2007 et poursuivent leurs expériences aériennes sous le nom de le Cirkvost.